# Tewodros al II-lea
Tewodros al II-lea (în limba amharică:ዳግማዊ ቴዎድሮስ Dagimawi Tewodros, sau Împăratul Tewodros ዐፄ ቴዎድሮስ Atzie Tewodros; numele la naștere: Kassa Hailu ካሳ ሃይሉ c. 1818 – 13 April 1868) a fost împărat al Etiopiei din 1855 și până la moartea sa în 1868. Era cunoscut si sub numele Abba Thetak አባ ታጠቅ (unde Thetak este numele calului său), de asemenea Meissau Kassa (Kassa cel Curajos) sau And Lanthu.
Domnia sa este adesea considerată ca începutul Etiopiei moderne, punând  capăt perioadei de decentralizare a puterii denumită „Zemene Mesafint” sau „Era Prinților” sau Era Judecătorilor.
El a aspirat să restabilească un stat etiopian unitar și să-i reformeze administrația și biserica. 
Prima sa misiune după reunificarea majorității provinciilor a fost aducerea sub control imperial a provinciei Shewa. În timpul Erei Prinților,mai mult decât orice altă provincie, Shewa obținuse un statut independent, iar conducătorul ei se intitula Negus, adică rege. 
În timpul eforturilor de a-i stăpâni pe shewani, Tewodros a adoptat un prinț local, Sahle Maryam, pe care l-a crescut ca pe propriul său fiu, și care mai târziu va deveni împărat (Atzie) sub numele de Menelik al II-lea.
În pofida succeselor sale în Shewa, Tewodros al II-lea s-a văzut confruntat cu rebeliuni ale nobililor din alte regiuni, care se opuneau măsurilor de modernizare. El s-a sinucis  în 1868 în cursul înfrângerii de către britanici în Bătalia de la Magdala.
În primii șase ani ai domniei sale, a izbutit să reprime răscoalele și, atunci, între 1861-1863 imperiul a cunoscut un scurt răgaz de pace, însă energia, resursele și numărul mare de luptători necesari pentru pacificarea țării au limitat amploarea celorlalte măsuri planificate de împărat.
Tewodros al II-lea nu a reușit să-și împlinească cu totul visul de a restaura o monarhie puternică, deși a făcut pași însemnați în această directie. A căutat sa aplice principiul, după care guvernatorii și judecătorii trebuie să fie numiți de putere și salarizați. 
A creat o armată  de profesie, pentru a micșora dependența de nobilii locali, care până atunci furnizau monarhului ostașii necesari în vreme de război. A înființat o bibliotecă, a stabilit impozite, și un sistem politic centralizat subordonându-și administrațiile provinciilor.  
A intentionat sa reformeze biserica dar s-a lovit de o opoziție puternică atunci când, pentru a putea finanța activitățile guvernului, a încercat să pună impozite pe moșiile bisericii.  
Confiscarea de moșii ale bisericii i-a adus mulți dușmani în rândurile clerului și puțini sprijinitori în altă parte. Tewodros al II-lea s-a distins ca un strălucit comandant militar. 

## Tewodros al II-lea în media artistică

### Pictură
- Curtea de judecată a lui Teodor, artist necunoscut, 1920 - 1950, British Museum
- Sinuciderea lui Tewodros, stist necunoscut, ca. 1960, Muzeul Institutului de Studii etiopiene din Paris

### Literatură
- Mircea Cărtărescu, Teodoros, roman

### Teatru
- Fragment dintr-o piesă etiopiană de teatru despre viața lui Tewodros :Personajul principal este suveranul și fiul său, Alemayehou.